# مرد قدبلند بلوند با یک کفش سیاه
مرد قدبلند بلوند با یک کفش سیاه (به انگلیسی: The Tall Blond Man with One Black Shoe) و (به فرانسوی: Le Grand Blond avec une chaussure noire) فیلمی محصول سال ۱۹۷۲ و به کارگردانی ایو روبر است. در این فیلم بازیگرانی همچون پیر ریشار، برنار بلیه، ژان روشفور، میری دارک، ژان کارمه، روبرت دالبان و ژان بوییس ایفای نقش کرده‌اند.